# Hydrangeocola coartata
Hydrangeocola coartata är en stekelart som beskrevs av Papp 1992. Hydrangeocola coartata ingår i släktet Hydrangeocola och familjen bracksteklar. Inga underarter finns listade i Catalogue of Life.